# 山西狼蛛
山西狼蛛（学名：Lycosa shansia）为狼蛛科豹蛛属的动物。在中国大陆，分布于山西、天津、河北、内蒙古、辽宁、吉林、陕西、甘肃等地，多见于常穴居于农田。该物种的模式产地在山西。